# 야쿠티아 항공
야쿠티아 항공(러시아어: Авиакомпания Якутия, 영어: Yakutia Airlines) 러시아의 항공사로 허브 공항은 야쿠츠크 공항과 모스크바의 브누코보 국제공항이 있다.

## 역사
야쿠티아 항공은 원래 아에로플로트의 야쿠츠크 부서가 설립해 야쿠 데이터 비아 트랜스란 이름으로 운항했다. 주로 아시아, 아프리카, 유럽에 화물 전세기를 중심으로 운항을 했으나 1999년에 도산했다. 하지만 2000년 현지 자치제에 의해 재건 되면서 2002년에 야쿠티아와 합병하여 현재의 항공사로 탄생하게 되었다.

## 보유 기종
- 2019년 4월 기준, 야쿠티아 항공은 다음과 같이 보유하고 있으며, 평균 기령은 16.2년이다.[1][2]